# Bentley Flying Spur (2019)
La Bentley Flying Spur è una berlina di lusso commercializzata dalla casa automobilistica inglese Bentley a partire dal 2019. Quest'auto sostituisce il precedente modello Bentley Flying Spur (2013).

## Contesto
Il Flying Spur di terza generazione è stato presentato nel giugno 2019. L'auto è stata completamente revisionata ed è costruita su una piattaforma nuova di zecca, simile all'attuale Continental GT. La parte anteriore riceve una nuova griglia con lamelle verticali simile a quella di una Rolls-Royce, mentre la parte posteriore presenta nuovi fanali posteriori che incorporano un motivo a B.
L'ornamento del cofano è ora illuminato di notte, dispiegabile elettricamente e in grado di soddisfare i requisiti di impatto dei pedoni. Lo sterzo della ruota posteriore è nuovo ed è accompagnato da molle pneumatiche con il 60% di volume in più rispetto al suo predecessore.
L'interno vanta un display rotante da 12,3 pollici e un nuovissimo telecomando Touch Screen che consente agli occupanti posteriori di controllare diversi sistemi. La Flying Spur è diventata l'unico modello di berlina Bentley, poiché la produzione della Mulsanne è terminata nel secondo trimestre del 2020 senza un successore diretto.

## Motorizzazioni
| Modello | Motore  | Cilindrata (cm³) | Potenza         | Coppia Massima (Nm) | Emissioni CO2 (g/km) | Consumo medio (l/100 km) | 0–100 km/h (secondi) | Velocità max (km/h) |
| V8      | Benzina | 3996             | 404 kW (549 CV) | 770                 | 288                  | 7,9                      | 4,1                  | 318                 |
| W12     | Benzina | 5950             | 467 kW (635 CV) | 900                 | 337                  | 6,8                      | 3,8                  | 333                 |